# Piyaz

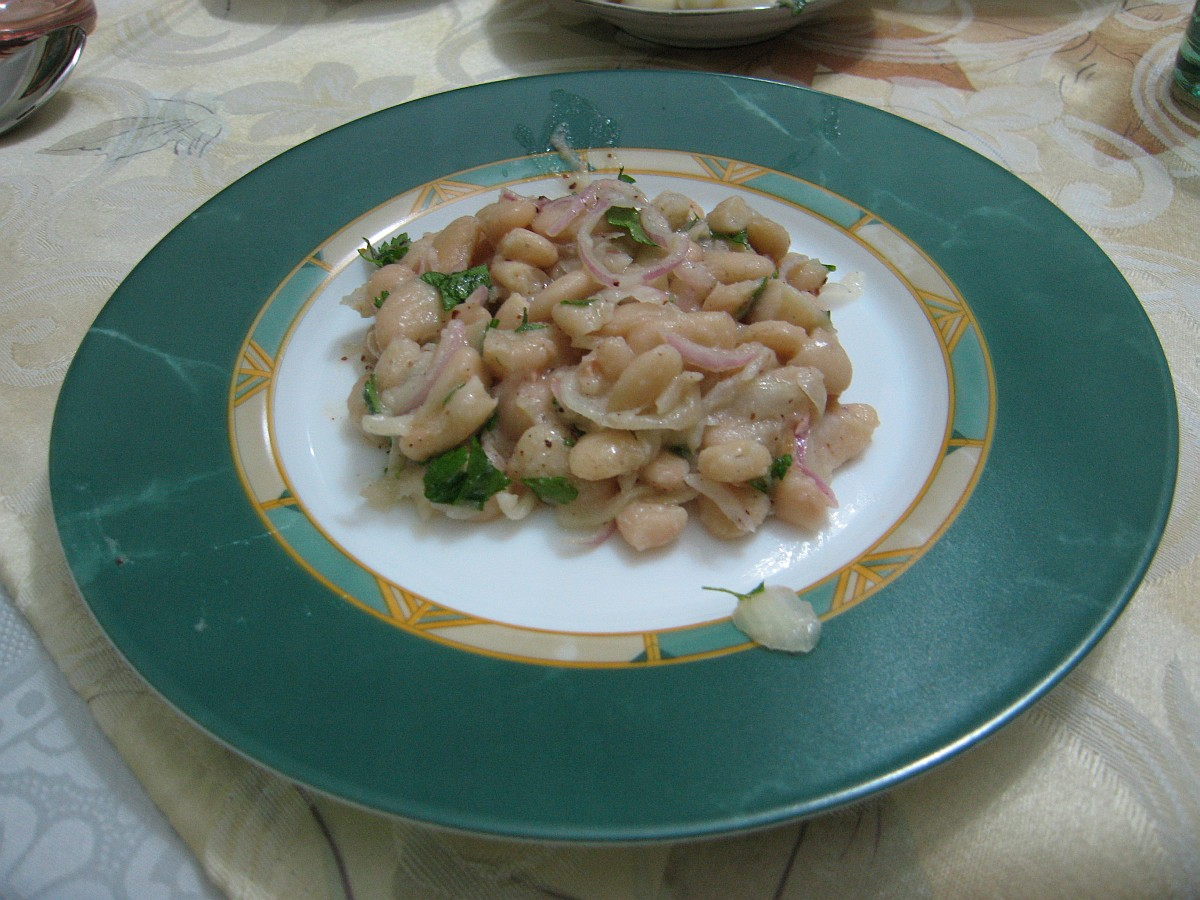
Un plat de piyaz sense ou.

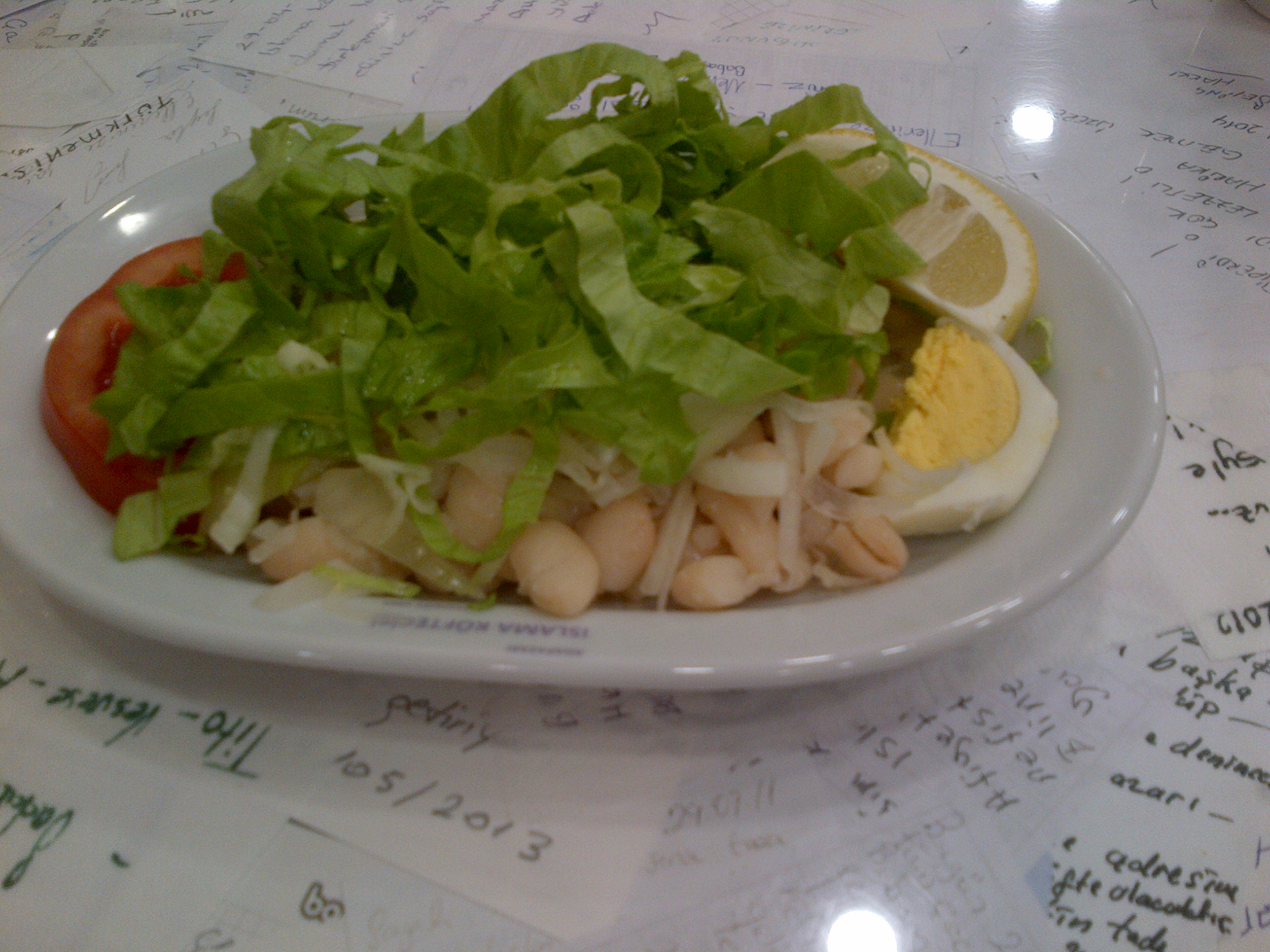
Un plat de piyaz amb ou dur i enciam.

Piyaz és una amanida de la cuina turca o meze que es fa de qualsevol tipus de fesols secs (mongetes blanques) amb ou dur i verdures. Ingredients addicionals comuns inclouen ceba, julivert i sumac. A la província d'Antalya es prepara de manera diferent de la d'altres regions amb altres ingredients com l'oli de sèsam. A Antalya, el piyaz no es considera una amanida sinó un plat principal. A les províncies del sud, com la província d'Adana, la paraula piyaz es fa servir per a referir-se a una amanida de ceba i sumac. Durant la període otomà, el piyaz va ser també fet de carxofa, pèsol, cigró, fava i patata, que va arribar a Turquia en el segle xix. Piyaz és ceba en persa.